# Hagada

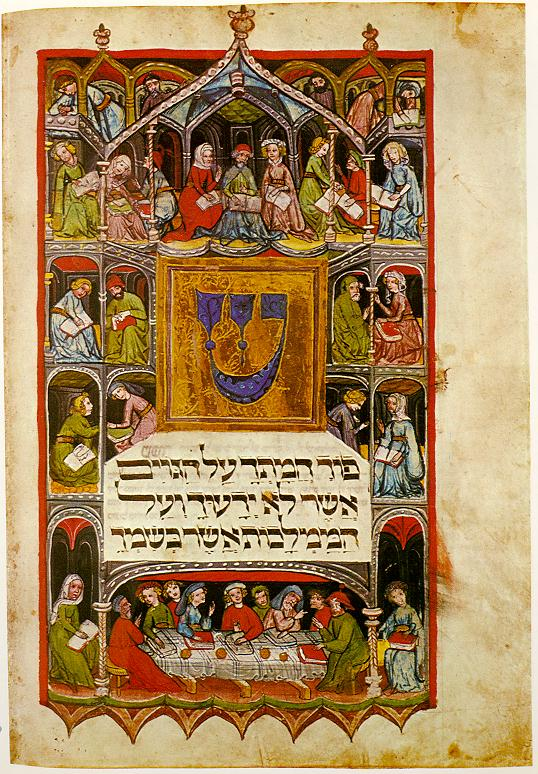
Pesachová Hagada ze 14. století.

Hagada (hebrejsky הגדה‎, „vyprávění“) nebo také pesachová hagada (הגדה של פסח‎, hagada šel Pesach) je kniha zaznamenávající řád domácích bohoslužeb při sederu během svátku Pesach. Hagada je převyprávěním příběhu o vyvedení Židů z Egypta, které je doplněno o události související s Pesachem. Text hagady je založen na rituálu předepsaném v období druhého Chrámu a obsahuje komentáře převzaté z midraše a Talmudu, modlitby, požehnání a žalmy spolu s výklady různých obřadních aktů a dodatkem s tradičními sederovými písněmi.
V celé hagadě není ani jednou zmíněno Mojžíšovo jméno. Bylo vynecháno proto, aby se kolem jeho postavy nevytvořil samostatný kult a aby se naznačilo, že pouze Bůh vyvedl Izrael z Egypta a Mojžíš byl pouze vykonavatel jeho nařízení.